# Lợn đất

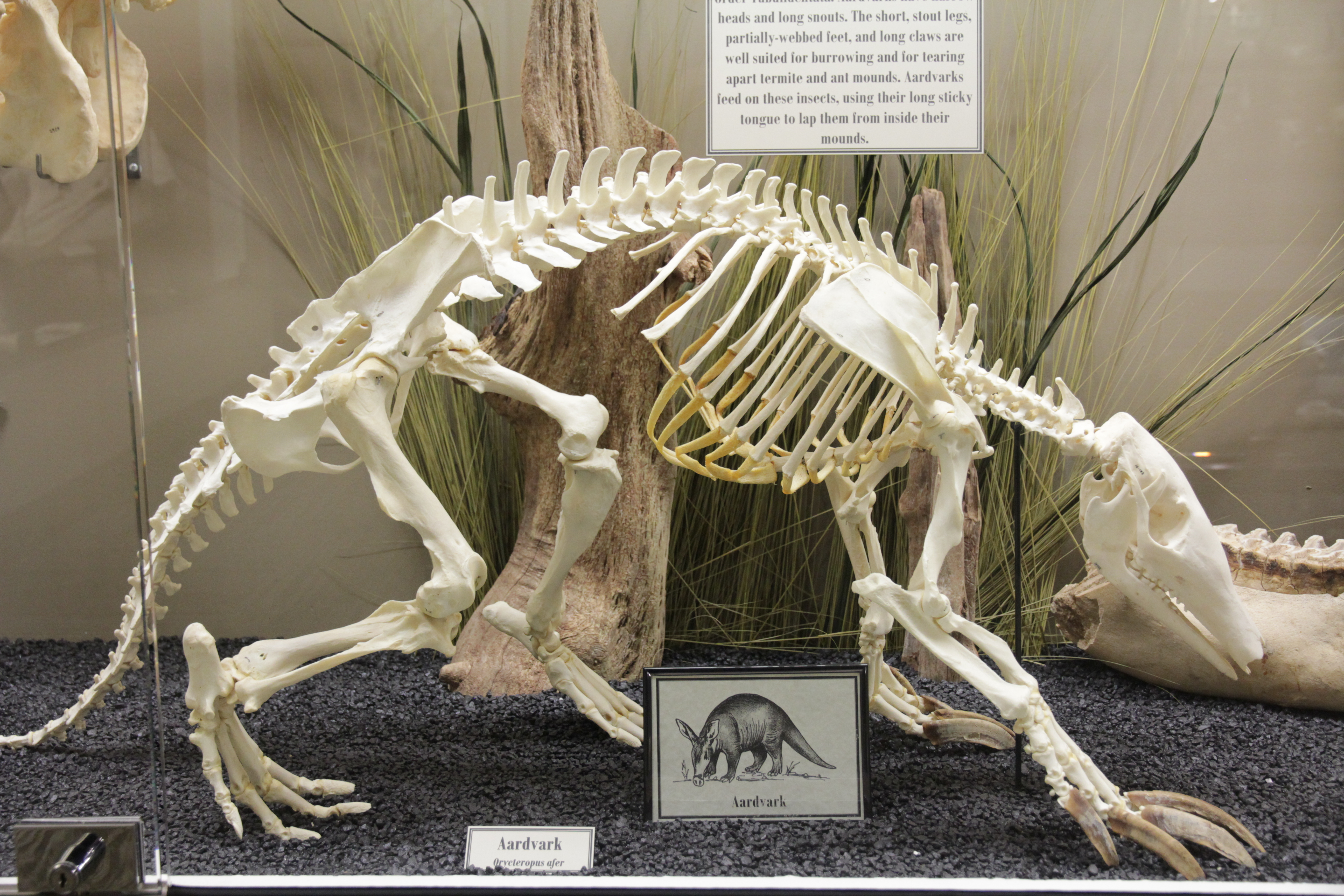
Bộ xương của một con lợn đất tại Bảo tàng Khoa xương.

Lợn đất (Orycteropus afer) (tiếng Anh: Aardvark) là một loài động vật có vú cỡ trung bình, đào hang, sống về đêm sinh sống ở Châu Phi. Đây là loài duy nhất của Họ Orycteropodidae trong Bộ Tubulidentata, mặc dù các loài cổ đại và các chi khác của Tubulidentata cũng được biết đến. Không giống như các loài ăn sâu bọ khác, chúng có mõm dài giống lợn, được sử dụng để đánh hơi ra nguồn thức ăn. Chúng phân bố trên hầu hết hai phần ba phía nam của lục địa châu Phi, tránh các khu vực chủ yếu là đá. Là một thú kiếm ăn ban đêm, chúng sống dựa vào kiến và mối mà chúng đào ra được từ ổ bằng các móng vuốt sắc nhọn và đôi chân khỏe của chúng. Chúng cũng đào hang để trú ẩn và để nuôi dưỡng con non. Chúng được đánh giá "ít quan tâm" trong sách đỏ IUCN, mặc dù số lượng của chúng dường như đang giảm.
Lợn đất thuộc nhánh Afrotheria, một nhánh bao gồm cả voi, lợn biển và đa man. Họ này được Gray miêu tả năm 1821.

## Đặt tên và phân loại
Có 17 phân loài của lợn đất bao gồm:
- Orycteropus afer afer
- O. a. adametzi  Grote, 1921
- O. a. aethiopicus  Sundevall, 1843
- O. a. angolensis  Zukowsky & Haltenorth, 1957
- O. a. erikssoni  Lönnberg, 1906
- O. a. faradjius  Hatt, 1932
- O. a. haussanus  Matschie, 1900
- O. a. kordofanicus  Rothschild, 1927
- O. a. lademanni  Grote, 1911
- O. a. leptodon  Hirst, 1906
- O. a. matschiei  Grote, 1921
- O. a. observandus Grote, 1921
- O. a. ruvanensis Grote, 1921
- O. a. senegalensis Lesson, 1840
- O. a. somalicus Lydekker, 1908
- O. a. wardi Lydekker, 1908
- O. a. wertheri  Matschie, 1898

## Mô tả
Chúng là đại diện duy nhất của bộ Động vật răng ống và là một trong những loài lạ lùng nhất trên thế giới. Cơ thể của chúng có màu xám đen, lưng uốn cong  và bộ lông khá thưa thớt. Các chi có chiều dài vừa phải, hai chi sau dài hơn chi trước. Hai chi trước chỉ có bốn ngón trong khi hai chi sau vẫn có đủ cả năm ngón. Các ngón hơi phẳng, trông giống như chiếc xẻng.
Trọng lượng của loài này thường là từ 60 – 80 kg (130 và 180 lb) với chiều dài 105 – 130 cm (3,44 và 4,27 ft) và cao khoảng 60 cm (24 in) tới vai. Lợn đất có chiếc đuôi có thể dài tới 70 cm, khá to và thon dần về phía đỉnh. Chúng có bộ lông khá thưa, tuy nhiên tại quanh mũi của chúng có những búi lông khá dày có tác dụng như là một bộ lọc bụi khi chúng đào đất.

## Hình ảnh

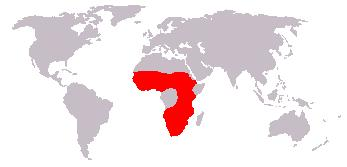
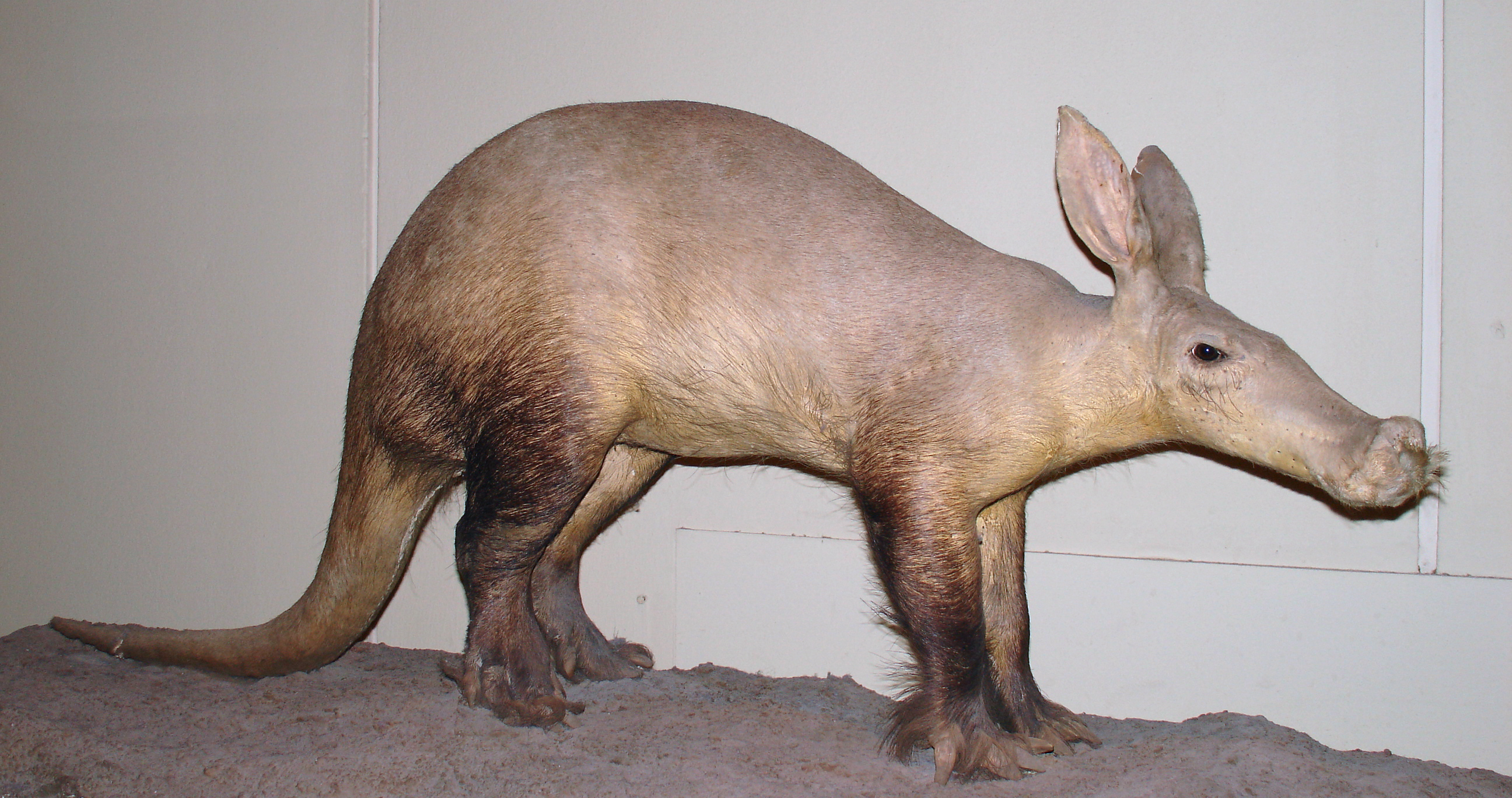
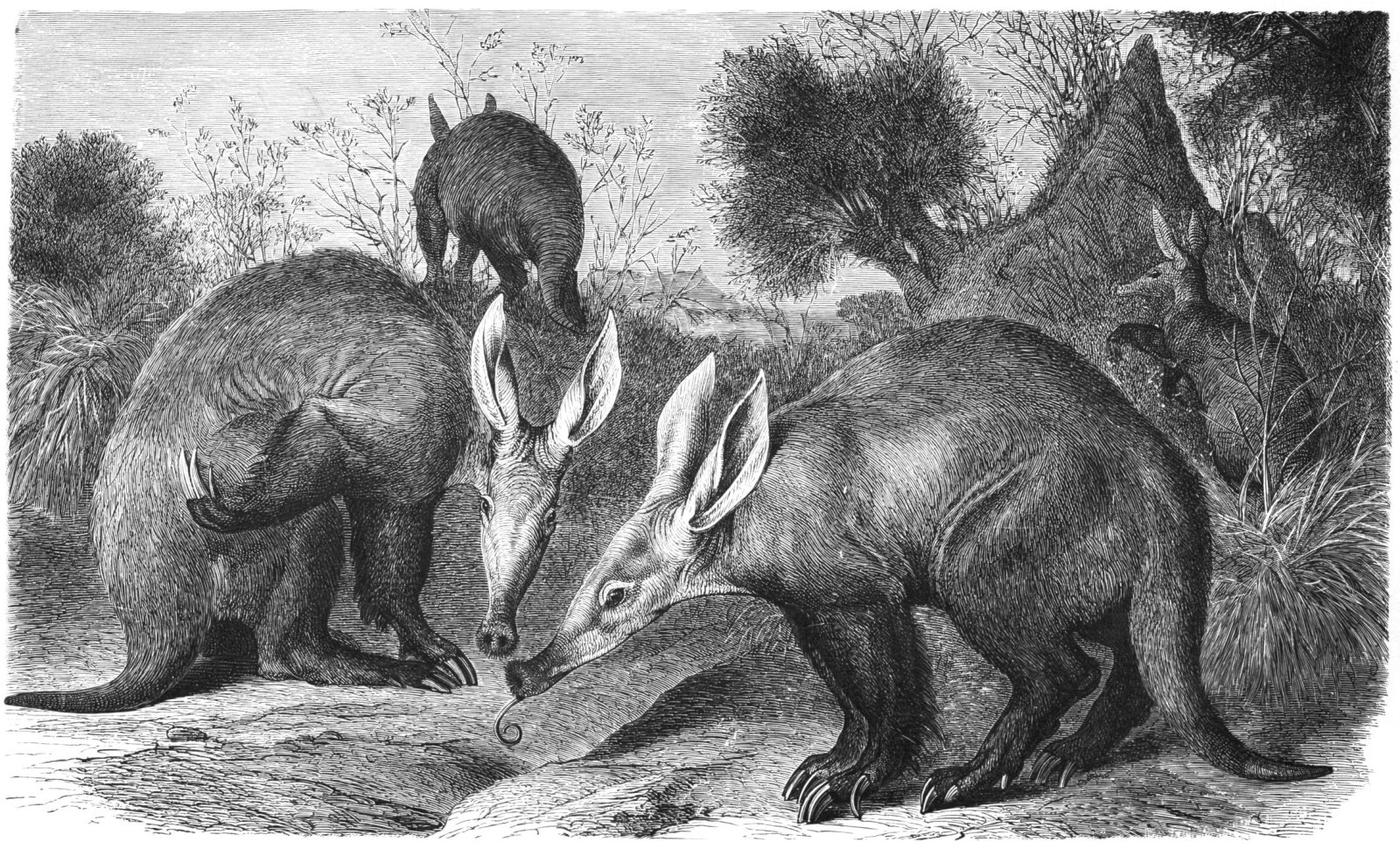
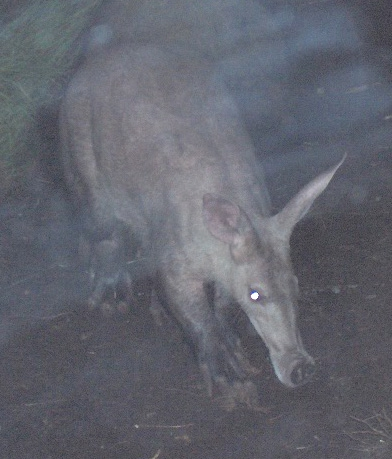

## Văn hóa

### Phim ảnh
- Aardvark Dad (Ice Age 2: The Meltdown & Ice Age: Landscape Damage) (phim điện ảnh)
- Andrew Aardvark (Ice Age 2: The Meltdown) (phim điện ảnh)
- Arthur Timothy Read (Arthur) (phim truyền hình)
- Cindy (Ice Age: Landscape Damage) (phim điện ảnh)
- Geotopian Aardvark (Ice Age 5: Collision Course) (phim điện ảnh)
- James (Ice Age 2: The Meltdown & Ice Age: Landscape Damage) (phim điện ảnh)
- Elmo The Aardvark (Elmo's World: Wild Animals) (phim truyền hình)
- The Aardvark (The Ant And The Aardvark) (phim hoạt hình thuộc loạt phim Chú Báo Hồng)

### Truyện tranh
- Arthur Timothy Read (Arthur's Nose)
- Cerebus The Aardvark (Cerebus The Aardvark)
- The Aardvark (The Ant And The Aardvark)

### Dân gian Châu Phi
Trong văn hóa dân gian Châu Phi , lợn đất được nhiều người ngưỡng mộ vì sự siêng năng tìm kiếm thức ăn và phản ứng không sợ hãi trước kiến lính . Các pháp sư Hausa tạo ra một lá bùa từ trái tim, da, trán và móng tay của loài hoa cỏ, sau đó họ tiến hành đập cùng với rễ của một loại cây nhất định. Được bọc trong một miếng da và đeo trên ngực, tấm bùa được cho là mang lại cho chủ nhân khả năng đi xuyên qua các bức tường hoặc mái nhà vào ban đêm. Lá bùa được cho là được sử dụng bởi những tên trộm và những người tìm cách đến thăm các cô gái trẻ mà không được sự cho phép của cha mẹ. Ngoài ra, một số bộ lạc, chẳng hạn như Margbetu , Ayanda , và Logo sẽ sử dụng răng của lợn đất để làm vòng đeo tay, được coi là bùa may mắn. Thịt lợn đất, tương tự như thịt lợn, được ăn ở một số nền văn hóa.

### Thần thoại Ai Cập
Thần Set của Ai Cập cổ đại thường được miêu tả với cái đầu của một con vật không xác định , có điểm tương đồng với lợn đất đã được ghi nhận trong học thuật.

### Múa rối
Otis The Aardvark là con rối tay-cây (hand-rod puppet) dẫn chương trình trên kênh Children's BBC do Dave Chapman điều khiển

### Đặt tên cho máy bay Aardvark
Máy bay chiến đấu-ném bom siêu thanh F-111 / FB-111 được đặt biệt danh là Aardvark vì chiếc mũi dài giống lợn đất. Nó cũng có những điểm tương đồng với các nhiệm vụ bay về đêm của nó bay ở tầm rất thấp, sử dụng các loại vũ khí có thể xuyên sâu vào lòng đất. Trong Hải quân Hoa Kỳ, phi đội VF-114 có biệt danh là Aardvarks, bay những chiếc F-4 và sau đó là F-14 . Linh vật của phi đội được phỏng theo con vật trong truyện tranh trước Công nguyên , mà F-4 được cho là giống với F-4.

## Aardvark Phân bố và Môi trường sống
Aardvarks được quan sát thấy trong một loạt các môi trường sống khác nhau ở châu Phi cận Sahara, từ sa mạc khô đến các khu vực rừng nhiệt đới ẩm ướt. Quy định tốt nhất (ngoài việc có được nhiều thức ăn và nước uống thích hợp) là phải có đất thích hợp để chúng có thể đào hang đáng kể của mình. Mặc dù cực kỳ chuyên nghiệp trong việc đào các loại đất cát hoặc đất sét, các khu vực núi đá cho thấy cam kết tạo ra những ngôi nhà dưới lòng đất của chúng lớn hơn, vì vậy công viên đất sét sẽ chuyển đến bất kỳ vị trí nào khác mà ở đó tình trạng đất lý tưởng hơn để đào. Hang của chúng có thể dài tới mười mét (33 ft) đối với một giống trong nước có thể ở khắp mọi nơi với diện tích từ 2 đến năm km vuông. Hang của chúng thường có một vài lối vào và liên tục bị bỏ đầu trước, vì vậy chúng có thể bắt được những kẻ săn mồi có năng lực mà không gặp khó khăn khi sử dụng kinh nghiệm mùi hương háo hức của chúng.